# Liceum Ogólnokształcące nr I im. Konstantego Ildefonsa Gałczyńskiego w Otwocku
Liceum Ogólnokształcące nr I im. Konstantego Ildefonsa Gałczyńskiego w Otwocku – liceum ogólnokształcące znajdujące się w Otwocku, które wraz z Liceum Ogólnokształcącym dla Dorosłych wchodzi w skład Zespołu Szkół Ogólnokształcących.

## Historia
Liceum Ogólnokształcące im. K.I. Gałczyńskiego w Otwocku jest kontynuacją Miejskiego Gimnazjum Koedukacyjnego, pierwszej szkoły średniej w Otwocku, powstałej w 1919 r. przy ulicy Warszawskiej 13. W 1946 szkoła została przeniesiona do budynku dawnego kasyna, a w 1966 nadano jej imię Konstantego Ildefonsa Gałczyńskiego. Placówka w obecnym kształcie istnieje od 1979 r. Funkcję dyrektora pełnił od roku 1991 mgr Wojciech Dziewanowski, nauczyciel matematyki. Dyrektorem liceum jest Joanna Michalczyk.

## Budynek

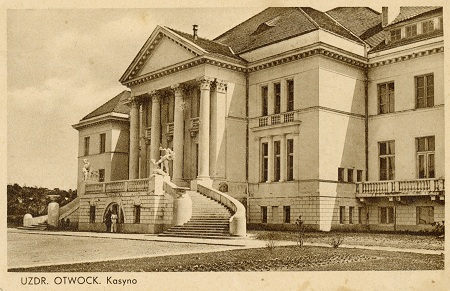
Kasyno, obecnie gmach liceum (przed 1938)

W celu wybudowania budynku kasyna władze Otwocka zaciągnęły w 1926 pożyczkę w wysokości 1350 tysięcy złotych, ostateczny koszt wyniósł jednak ponad 2 miliony złotych. Projekt opracował inż. architekt Władysław Leszek Horodecki. Budowę rozpoczęto w 1927, ukończono około 1933. Władze Warszawy nie zgodziły się jednak na użytkowanie gmachu jako miejsca do rozgrywania gier hazardowych. Jednym z powodów tej decyzji mogła być nieprzychylność opinii publicznej oraz szereg niechętnych pomysłowi artykułów prasowych, a także ujawnione w tym czasie afery gospodarcze z udziałem wielu znanych osób w Otwocku, w tym dzierżawcy budynku Gustawa Pojsela.
Kasyno przez szereg lat funkcjonowało jako ośrodek życia towarzyskiego i kulturalnego w okolicy. Mimo to przynosiło poważne straty finansowe. Istnieje dokumentacja filmowa budynku z czasów przedwojennych. W 1935 na schodach zewnętrznych nakręcono tu bowiem kilka początkowych scen z filmu „Manewry miłosne” z Tolą Mankiewiczówną i Aleksandrem Żabczyńskim w rolach głównych. Na planie budynek pełnił rolę kasyna oficerskiego.
W okresie okupacji niemieckiej gmach funkcjonował jako „dom żołnierski”, gdzie żołnierze niemieccy spędzali czas wolny od szkoleń poprzedzających wysłanie ich na front. Po wycofaniu się wojska z budynku zabrano wszystkie wartościowe rzeczy. Po wkroczeniu Armii Czerwonej budynek był wykorzystywany przez Resort Bezpieczeństwa Publicznego, m.in. przetrzymywano w nim aresztowanych żołnierzy Podziemia. W 1946 do gmachu zostało przeniesione Miejskie Gimnazjum Koedukacyjne, obecnie – Liceum Ogólnokształcące im. Konstantego Ildefonsa Gałczyńskiego w Otwocku. W 1978 r. budynek został uznany za zabytek drugiej klasy i tym samym objęty ochroną konserwatorską.

## Znani absolwenci
- Adela Dankowska – szybowniczka

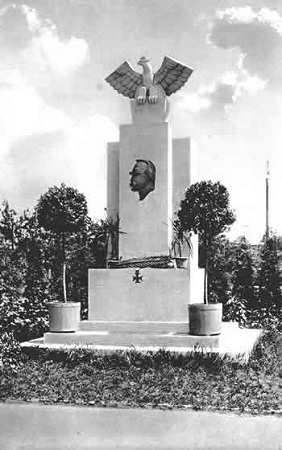
Pomnik Józefa Piłsudskiego w ogrodzie kasyna

- Piotr Drzewiecki – medioznawca, prof. UKSW
- Aleksander Gabszewicz – pilot, uczestnik Bitwy o Anglię
- Paulina Guba – lekkoatletka, mistrzyni Europy z Berlina (2018)
- Ignacy Gogolewski – aktor, reżyser
- Hanna Krall – pisarka, reporterka, dziennikarka
- Maciej Luniak – zoolog, ornitolog, popularyzator przyrody[2]
- Grzegorz Markowski – piosenkarz
- Marek Pąkciński – polski pisarz
- Maciej Rock – dziennikarz
- Piotr Sommer – poeta, tłumacz, redaktor naczelny „Literatury na świecie”
- Łukasz Maurycy Stanaszek – antropolog, odkrywca Urzecza[3]